# Llac Assal

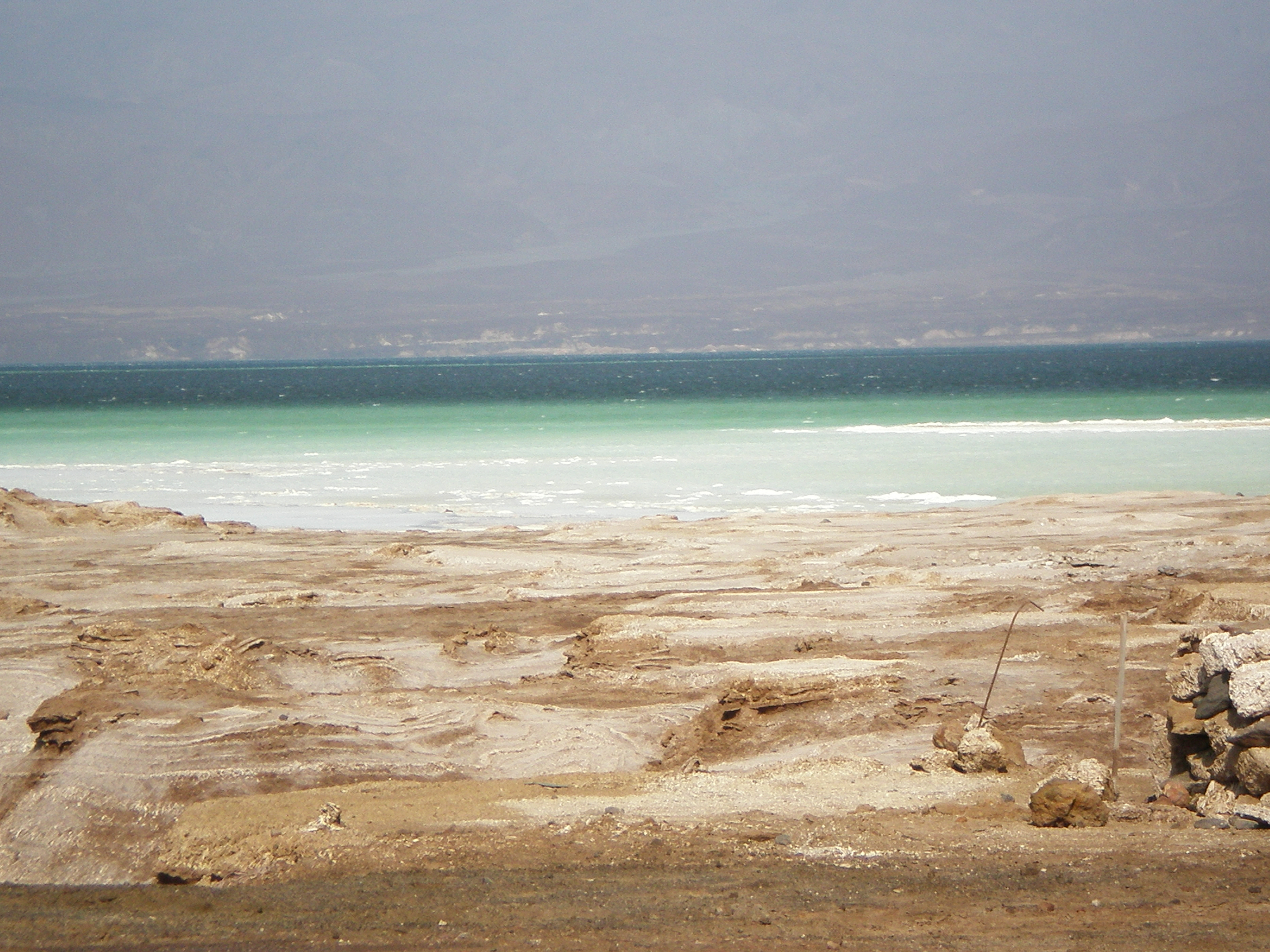
Llac Assal

El Llac Assal (àrab: بحيرة عسل, Buḥayrat ʿAsal, literalment ‘Llac de Mel’) és un llac de cràter al centre est de Djibouti. És al Golf de Tadjoura dins la Regió de Tadjoura, a dalt de la Vall del Rift d'Etiòpia, a uns 120 km de la ciutat de Djibouti a la Depressió d'Afar. La seva conca fa 900 km² i ocupa una superfície de 54 km² essent la màxima fondària de 40 m. Aquest llac és un llac salí situat a 155 m per sota del nivell del mar al Triangle d'Afar essent el punt més baix d'Àfrica i el tercer del món després de la mar Morta i el mar de Galilea. L'entrada d'aigua és des de l'oceà i aquest llac no té sortida d'aigua i la seva salinitat és 10 vegades superior a la del mar, essent el segon llac més salat del món (després de l'estany Don Juan, a l'Antàrtida). El llac Assal és la reserva de sal comuna més gran del món i s'explota sota quatre concessions des de l'any 2002.
El govern de Djibouti l'ha proposat a la UNESCO per a ser declarat Patrimoni de la Humanitat.